# 陸中野田站
陸中野田站（日语：／ Rikuchū-Noda eki */?）是位於岩手縣九戶郡野田村大字野田，三陸鐵道的谷灣線車站。車站的愛稱為「鹽路」。名稱取自在江戶時代，當地出產的鹽會運送至內陸，因而設有「鹽之道」的名字。此站由於「司機也可使用的方便車站」，因此被選為東北車站百選之一。

## 歴史
曾經此站設有國鐵巴士陸中野田站（1938年 - ）和JR巴士陸中野田站前站，可購買JR巴士東北「超級久慈」盛岡方向的車票，以及巴士鐵路聯絡車票。
- 1975年（昭和50年）7月20日：日本國有鐵道久慈線車站啟用。
- 1984年（昭和59年）4月1日：車站由三陸鐵道接管。成為北谷灣線車站。
- 2002年（平成14年）：被選為東北車站百選之一。
- 2011年（平成23年）
  - 3月11日：發生東北地方太平洋近海地震（東日本大震災），使北谷灣線全線暫停營業。
  - 3月16日：久慈站至此站之間重開。
- 2012年（平成24年）4月1日：此站至田野畑之間重開，此站重開[1]。
- 2019年（平成31年）3月23日：東日本旅客鐵道釜石至宮古之間由三陸鐵道接管，此站成為谷灣線車站[2]。

## 車站構造
此站是地面車站，設有1面2線的島式月台。月台設有兩條樓梯，只可使用南邊樓梯，北邊樓梯在啟用以來已經封閉。月台比鄰近車站中較長。此站也是簡易委託車站，委托了野田村負責車站業務。車站大樓內設有售票櫃臺（營業時間：早上7時10分至下午6時），車站沒有檢票業務。於售票處可購買「道之驛紀念車票」。

### 月台
| 月台 | 路線    | 上下行 | 方向               |
| ---- | ------- | ------ | ------------------ |
| 1    | ■谷灣線 | 下行   | 久慈方向           |
| 2    | ■谷灣線 | 上行   | 宮古、釜石、盛方向 |

## 使用狀況
| 1日上下車人次變化 | 1日上下車人次變化 |
| 年度              | 1日平均人次       |
| ----------------- | ----------------- |
| 2011年            | 458               |
| 2012年            | 367               |
| 2013年            | 309               |
| 2014年            | 317               |
| 2015年            | 372               |
| 2016年            |                   |
| 2017年            | 349               |
| 2018年            | 305               |

## 車站周邊
- 岩手縣立久慈工業高等學校（日语：岩手県立久慈工業高等学校）
- 岩手縣道29號野田山形線（日语：岩手県道29号野田山形線）
- 岩手縣道217號野田港線（日语：岩手県道217号野田港線）
- 岩手縣道268號野田長內線（日语：岩手県道268号野田長内線）
- 國道45號
- 野田村公所
- 野田郵局
- 巴士站
  - Norunet KUJI（日语：のるねっとKUJI）
  - 野田村營巴士（日语：野田村営バス）

## 相鄰車站
三陸鐵道
■谷灣線
□快速
野田玉川→陸中野田→久慈
■普通
十府浦海岸－陸中野田－陸中宇部

## 注腳
1. ↑  . 毎日新聞. 2012-04-01  [2012-04-01]. （原始内容存档于2012-07-11） （日语）.
2. ↑  . 毎日新聞 (毎日新聞社). 2019-03-23  [2019-03-24]. （原始内容存档于2019-03-23） （日语）.
3. ↑  国土数値情報(駅別乗降客数データ)  （页面存档备份，存于）（日語） - 國土交通省，2020年9月23日參閲

## 外部連結
- 車站·周邊資訊【陸中野田站】 （页面存档备份，存于）（日語）：三陸鐵道